# سیوری-آن-منتانی
سیوری-آن-منتانی (به فرانسوی: Civry-en-Montagne) یک کمون در فرانسه با جمعیت ۹۷ نفر است که در Canton of Pouilly-en-Auxois واقع شده‌است.